# Haagse Beemden (landgoederenzone)
De landgoederenzone Haagse Beemden is een natuurontwikkelings- en recreatiegebied in de Nederlandse provincie Noord-Brabant dat wordt ingesloten door Bredase wijken als Haagse Beemden, zoals die in de laatste decennia van de 20e eeuw gebouwd zijn.
Hier lagen vanouds enkele cultuurhistorisch belangrijke landgoederen, met name IJzer Hek (16 ha) en Burgst (12 ha). Het laatstgenoemde landgoed ligt op een donk, die 1 à 2 meter hoger ligt dan het omliggende gebied. Hier vindt men een vijver, waaromheen zich vogelkers-essenbos bevindt, en ook is er beuken-eikenbos te vinden. Hier broeden boomklever, wielewaal, groene specht en nachtegaal.
Los daarvan bestaat het gebied uit een aantal voormalige landbouwgronden, welke weer een meer natuurlijke functie krijgen. In recreatie is voorzien door middel van een theeschenkerij, een kinderboerderij en fiets- en wandelpaden.